# Cape Town International Jazz Festival
Le Cape Town International Jazz Festival est un festival musical annuel organisé au Cap, en Afrique du Sud. Les premières éditions ont lieu entre 2000 et 2005, et est reconnu comme le quatrième plus grand festival de jazz au monde et le plus grand festival de jazz sur le continent africain. Le festival est appelé Cape Town North Sea Jazz Festival en raison de son association avec le North Sea Jazz Festival aux Pays-Bas,.

## Histoire
Le Cape Town International Jazz Festival est créé en 2000, dans le cadre du North Sea Jazz Festival. Il s'agissait d'un arrangement résultant du partenariat entre espAfrika (une société sud-africaine de gestion d'événements fondée par Rashid Lombard) et Mojo Concerts BV, les fondateurs du festival néerlandais North Sea Jazz. C'était la première fois qu'un festival de jazz avec quatre étapes simultanées avait lieu en Afrique du Sud. Le festival est annuellement organisé jusqu'en 2005 sous le nom de North Sea Jazz Festival. Par la suite, à partir de 2005, le festival est rebaptisé Cape Town International Jazz Festival en raison de l'échec du partenariat,. Le festival prend de l'ampleur depuis sa création en 2000 et, par conséquent, le nombre de spectateurs passe de 14 000 en 2000, à 34 000 en 2013. Depuis sa création jusqu'en 2003, l'événement est organisé au Good Hope Centre, mais il devient trop grand, de sorte qu'à partir de 2004, le festival se déroule au Cape Town International Convention Centre.
Le Cape Town International Jazz Festival est interrompu en 2020 en raison de la pandémie de Covid-19, ce qui entraîne le report de l'événement de trois années supplémentaires en raison de l'impact économique de la période de fermeture et de la mention d'une « série de retards inévitables et de défis imprévus, ainsi que d'incertitudes quant à l'avenir du délestage. »
L'événement annonce être prêt à revenir les 3 et 4 mai 2024 dans un communiqué de presse promettant de nouvelles scènes ré-imaginées, des masterclasses d'artistes et une gamme d'artistes mondiaux et locaux tels que Matt Bianco, Kokoroko, Yussuf Dayes, Nduduzo Makhathini, Mandisi Dyantis et autres.

## Procès
En 2000, le North Sea Jazz Festival est venu pour la première fois au Cap, en Afrique du Sud. De 2000 à 2005, le festival est publié sous le nom de North Sea Jazz Festival dans le cadre d'un contrat entre espAfrika et Mojo Concerts,. Il était prévu que Mojo Concerts fournisse l'infrastructure nécessaire à la tenue d'un festival de jazz africain de classe mondiale, et dès que cela s'est produit, Mojo Concerts a intenté une action en justice contre espAfrika pour demander la liquidation d'espAfrika afin de consolider une dette de 500 000 € contractée au cours des cinq années du contrat. Le 26 avril 2005, un accord à l'amiable estconclu pour consolider la dette et espAfrika peut poursuivre le festival, désormais sous le nom de Cape Town International Jazz Festival,.